# Tony Yeboah
Anthony "Tony" Yeboah (Kumasi, 6 de junho de 1966) é um ex-futebolista ganês, que atuava como atacante, fez sucesso no futebol europeu, principalmente alemão, no qual foi artilheiro da Bundesliga. É casado com a médica Russa Elena Shamenkova com que reside em Frankfurt na Alemanha. Yeboah carrega o fardo de nunca ter disputado uma Copa do Mundo na carreira.

## Carreira
Considerado um dos melhores jogadores ganeses de todos os tempos, ao lado de Abedi Pelé, Yeboah começou a carreira em 1982, no Asante Kotoko. Passou  também por duas equipes sem expressão de seu país, o Cornerstones e o Okwawu United, quando, em 1988, foi contratado pelo Saarbrücken.

### Segundo negro a atuar na Bundesliga
Com a contratação, Yeboah se tornara o segundo atleta negro a atuar no futebol alemão - o pioneiro foi o seu compatriota Anthony Baffoe. Em 72 jogos, marcou 31 gols, e este desempenho chamou a atenção do Eintracht Frankfurt, que o contratou em 1990. Foram cinco anos no time rubro-negro da capital financeira da Alemanha, disputando 156 partidas, e anotando 89 gols, tendo inclusive se sagrado artilheiro na temporada 1992/93, com vinte gols, ao lado de Ulf Kirsten e em 1993/94, juntamente com Stefan Kuntz.
Em 1995, Yeboah foi emprestado ao inglês Leeds United, mas sua primeira temporada na equipe da velha Albion foi tímida e rápida, mas o atacante deixou novamente sua marca: 20 jogos, e 13 tentos assinalados.

### A contratação em definitivo pelo Leeds
Satisfeito com as prestações de Yeboah, o Leeds ofereceu um contrato definitivo para ele, que prontamente aceitou. O ganês encantou a torcida do time, com destaque para seus belos gols contra  Wimbledon e Liverpool, sendo o primeiro eleito o gol mais bonito da temporada, e um hat-trick contra o Monaco. Ao fim da temporada, Yeboah foi escolhido o melhor atleta do Leeds, sendo o primeiro não-britânico a conquistar a honraria.

### A volta à Alemanha
Devido ao seu desempenho pelo Leeds, o Eintracht queria repatriá-lo, mas os ingleses recusaram a proposta, alegando que a mesma era insuficiente para os germânicos, arrependidos de terem feito Yeboah sair do Eintracht.
Mas o ganês não tardaria a retornar a terras germânicas, desta vez para atuar pelo Hamburgo. Mesmo tendo suplantado os 30 anos, Yeboah continuaria sendo o centro das atenções, tendo deixado o time portuário com 110 partidas e 35 gols marcados.

### Fim de carreira
Com a aventura europeia encerrada, Yeboah foi atraído por uma proposta do Al-Ittihad (atual Al-Gharafa). No então incipiente futebol do Qatar, ele atingiu sua partida de número 493 (excluindo as atuações do início da carreira, em Gana), e marcou o seu 227. gol na carreira.
Após uma produtiva carreira de 21 anos, Yeboah disse adeus ao futebol em 2003, aos 37 anos de idade.

## Carreira na Seleção
O debut de Yeboah na Seleção de Gana ocorreu em 1985, e participou das tentativas fracassadas de classificar os Black Stars para as Copas de 1986, 1990, 1994 e 1998.

## Títulos
Al Ittihad:
- Liga dos Campeões do Qatar: 2001–02
- Taça do Emir do Catar : 2001–02

Gana:
- Taça das Nações da África Ocidental - Zona III do SCSA: 1982, 1983, 1984

Individuais
- Melhor marcador da Premier League do Gana: 1986, 1987
- Melhor marcador da Bundesliga : 1992–93, 1993–94
- Seleção da Bundesliga: 1992-1993, 1993-1994
- Jogador Mundial da FIFA do Yearninth: 1993
- Jogador do Ano do Leeds United: 1996
- Gana Futebolista do Ano : 1997
- Jogador da Premier League do mês: março de 1995, setembro de 1995